# Vauxhall Corsa
Der Vauxhall Corsa (ursprünglich Vauxhall Nova) ist ein Kleinwagen, den Vauxhall Motors seit 1983 im Vereinigten Königreich anbietet. Er ist weitgehend identisch mit dem Opel Corsa, unterscheidet sich von diesem aber in den Ausstattungsversionen und teilweise in der Motorisierung. Analog zum Opel Corsa gibt es sechs Modellreihen:
- Vauxhall Nova, 1983–1993, wie Opel Corsa A
- Vauxhall Corsa Mk I, 1993–2000, wie Opel Corsa B
- Vauxhall Corsa Mk II, 2000–2006, wie Opel Corsa C
- Vauxhall Corsa Mk III, 2006–2014, wie Opel Corsa D
- Vauxhall Corsa Mk IV, 2014–2019, wie Opel Corsa E
- Vauxhall Corsa Mk V, seit 2019, wie Opel Corsa F

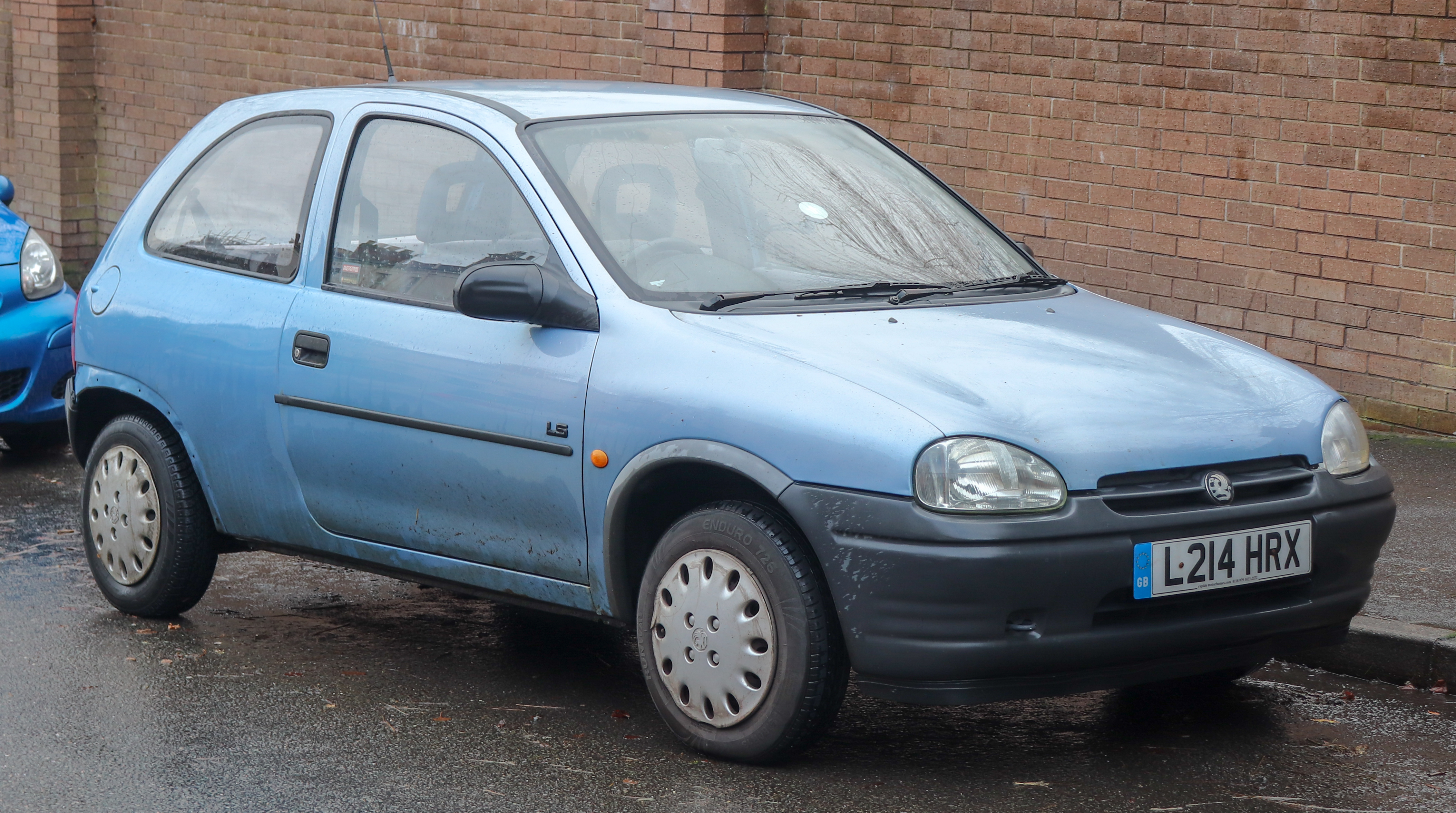
Vauxhall Corsa Mk I
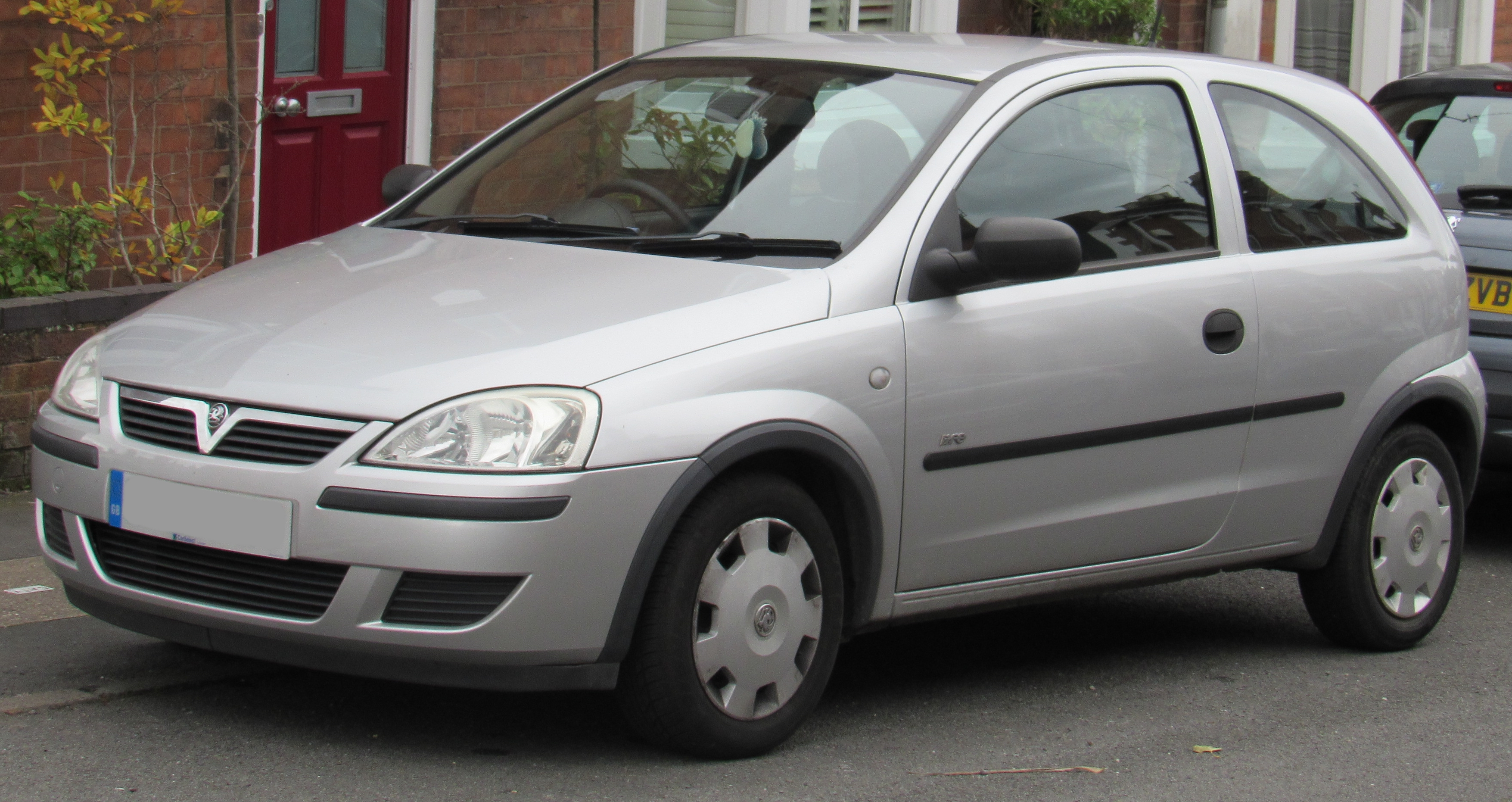
Vauxhall Corsa Mk II
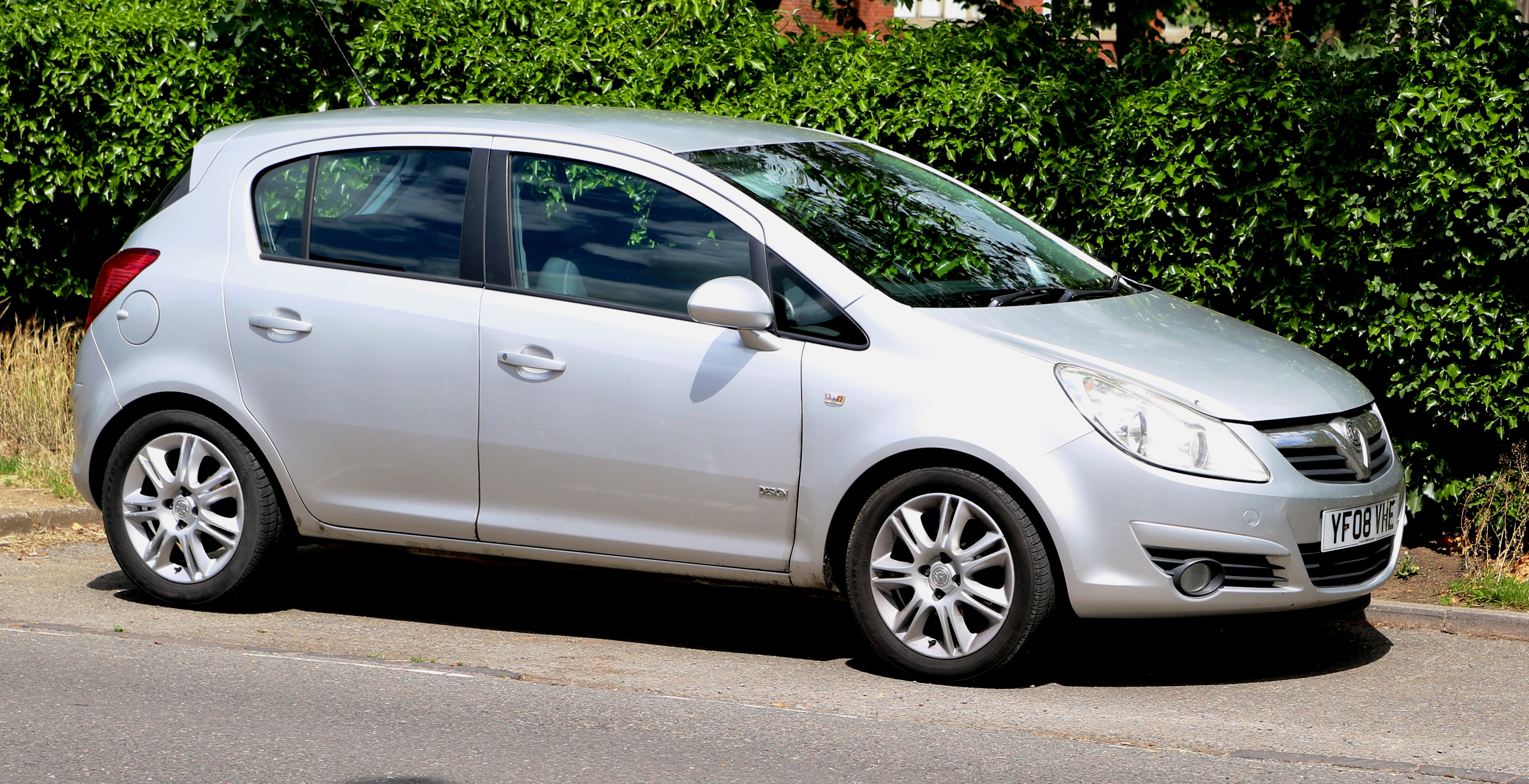
Vauxhall Corsa Mk III
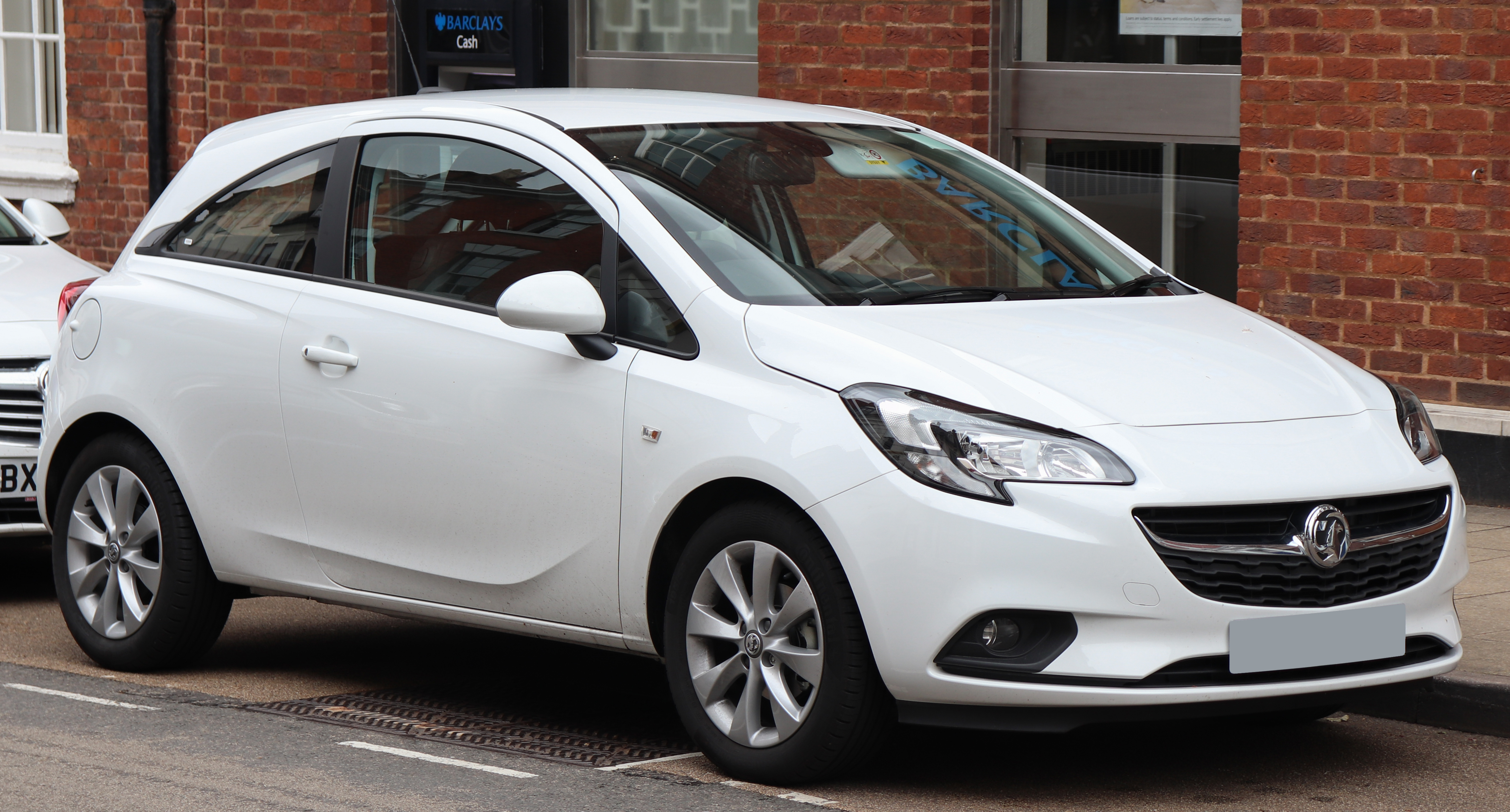
Vauxhall Corsa Mk IV
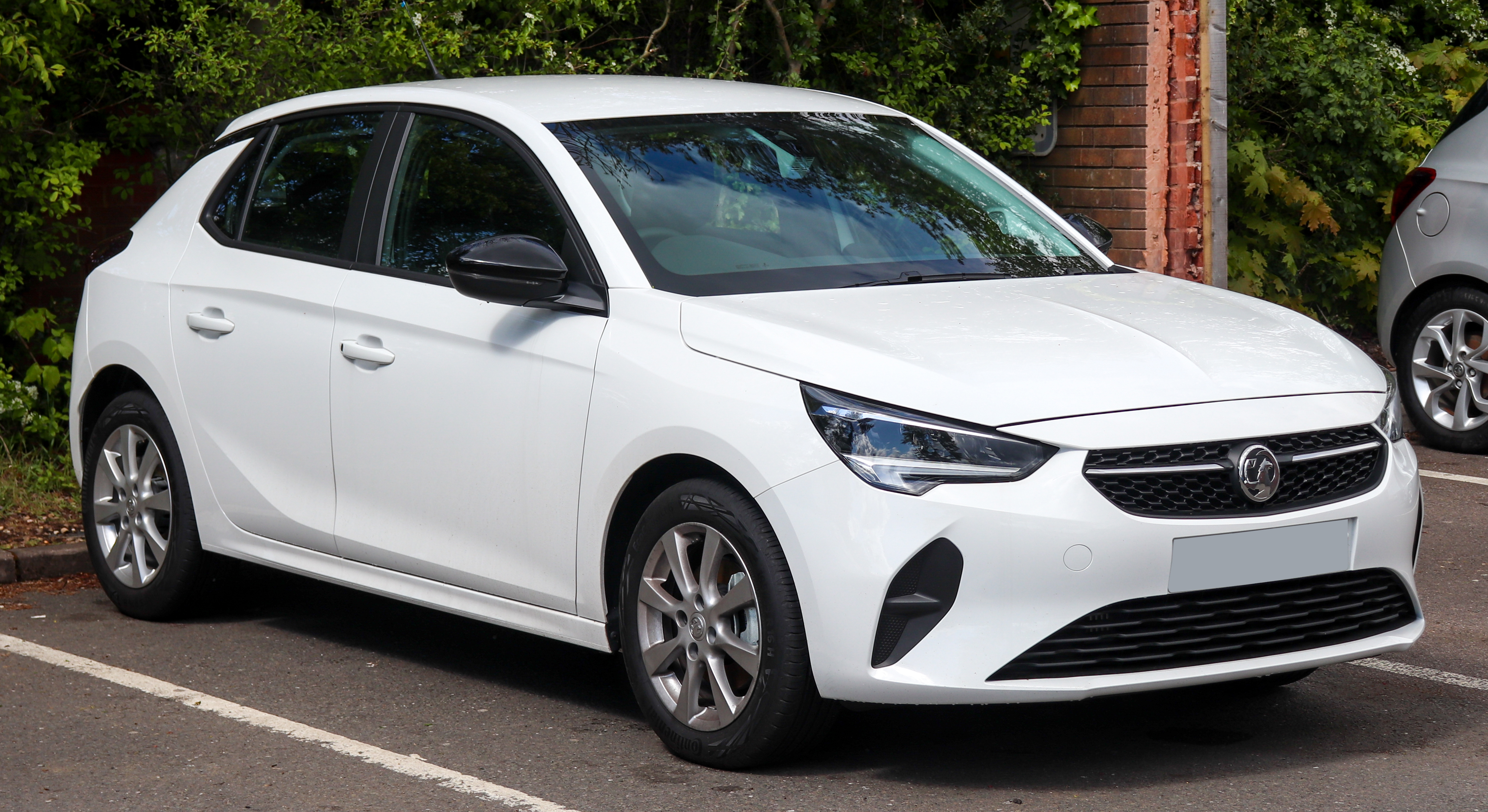
Vauxhall Corsa Mk V